# ГЕС Чамера III
ГЕС Чамера III – гідроелектростанція на північному заході Індії у штаті Гімачал-Прадеш. Знаходячись між ГЕС Баджолі-Холі (вище по течії) та ГЕС Чамера II, входить до складу каскаду на річці Раві, лівій притоці Чинабу, який в свою чергу є правою притокою річки Сатледж (найбільший лівий доплив Інду).
В межах проекту річку перекрили бетонною гравітаційною греблею висотою 68 метрів та довжиною 98 метрів, яка потребувала 151 тис м3 матеріалу. Вона утворила водосховище з площею поверхні 0,3 км2 та об'ємом 5,5 млн м3 (корисний об’єм 1,8 млн м3). Зі сховища ресурс спрямовується до прокладеного під правобережним гірським масивом дериваційного тунелю довжиною 16 км з перетином 6,5 метра. В системі також працює вирівнювальний резервуар висотою 110 метрів з діаметром 18 метрів.
Основне обладнання станції становлять три турбіни типу Френсіс потужністю по 60 МВт, які працюють при напорі у 200 метрів та забезпечують виробництво 1108 млн кВт-год електроенергії на рік.
Відпрацьована вода відводиться назад до річки по тунелю довжиною 0,13 км з діаметром 6,5 метра.
Видача продукції відбувається по ЛЕП, розрахованій на роботу під напругою 220 кВ.